# Pain à la grecque

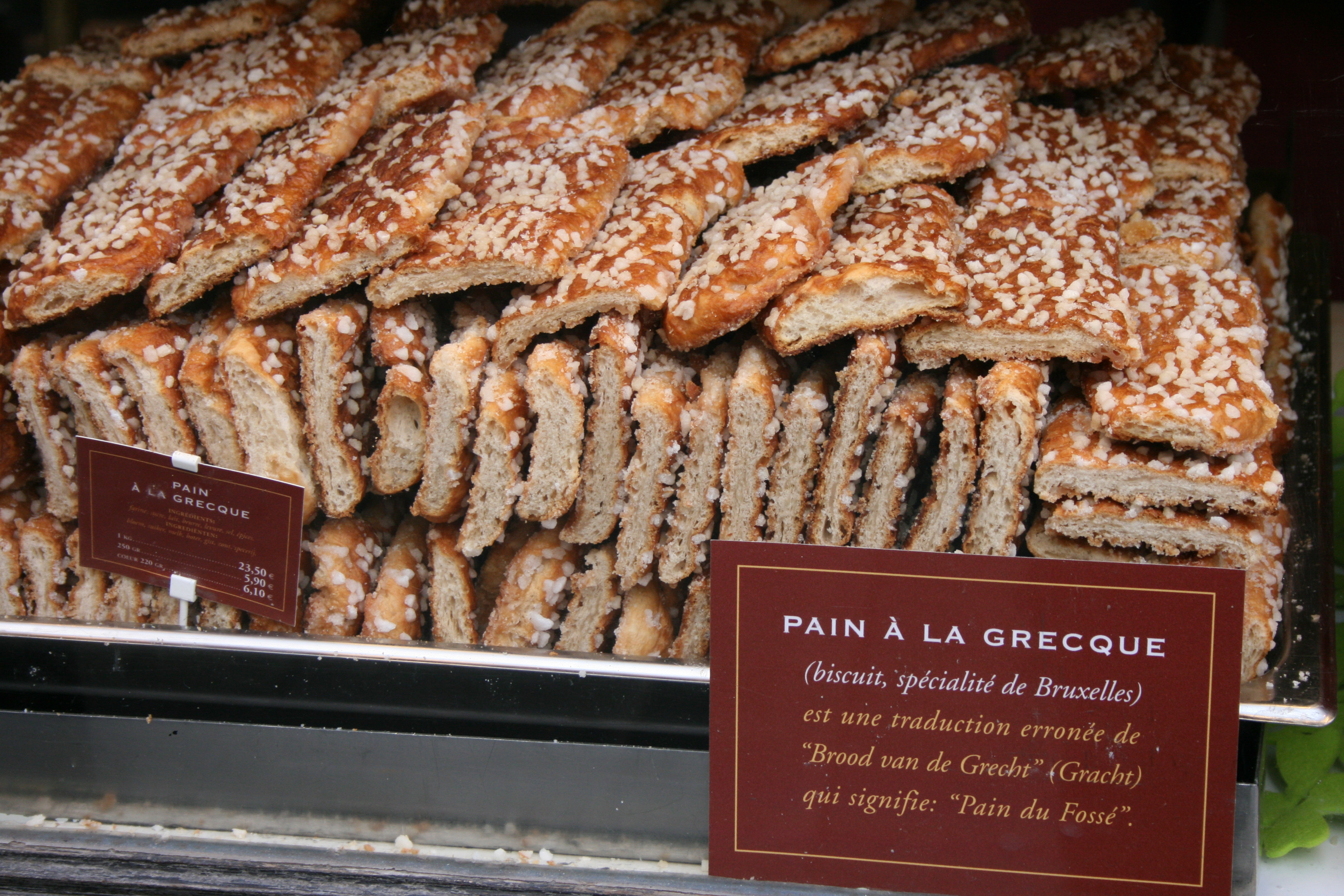
Pain à la grecque in een vitrine

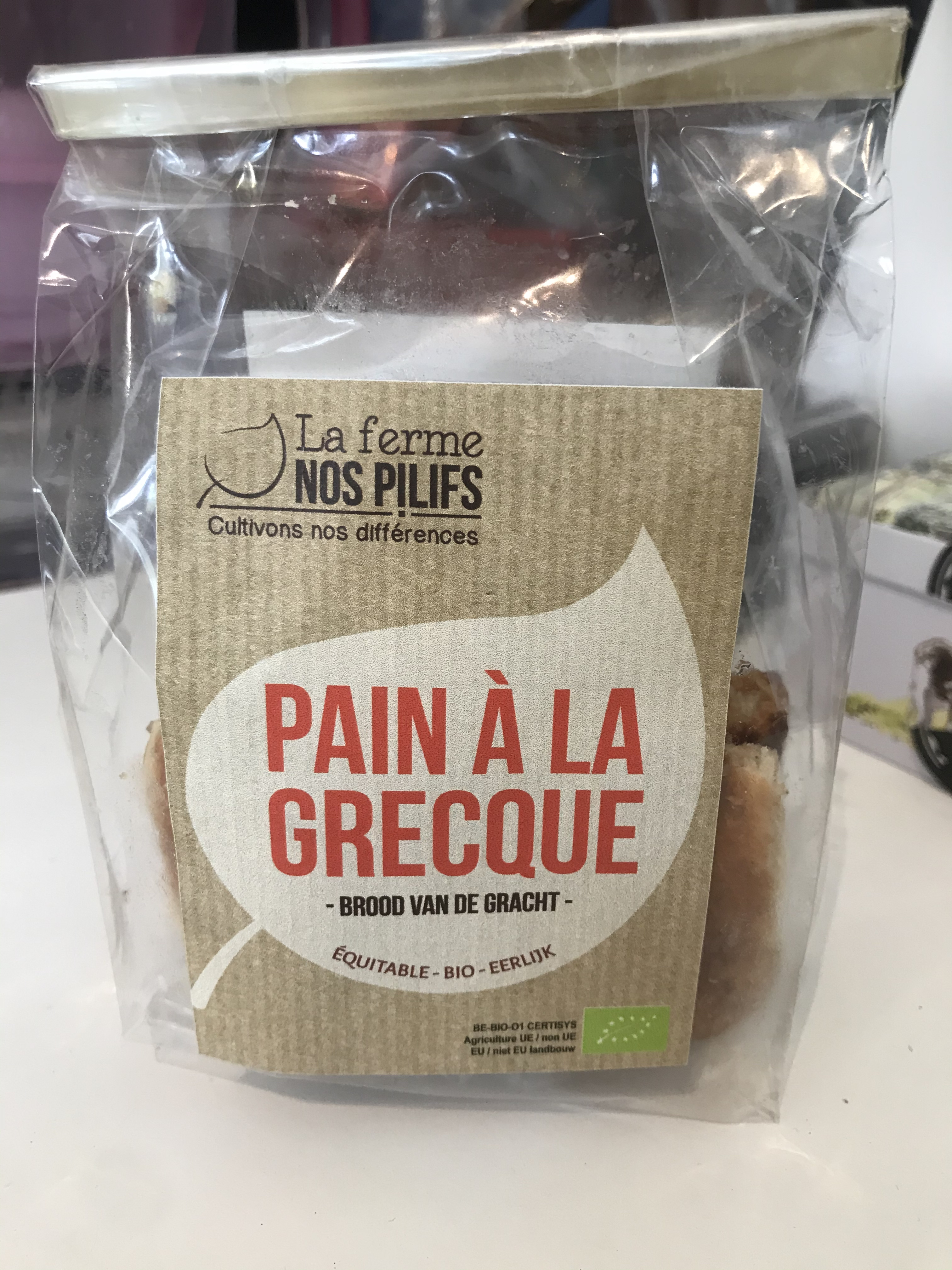
Zakje van Brood van de gracht

Pain à la grecque of brood van de gracht is een typisch Brusselse specialiteit bestaande uit een rechthoekig plakje brood met melk, bruine suiker en kaneel, versierd met grove kristalsuiker.

## Etymologie
De naam verwijst niet naar Griekenland, maar is afgeleid van "grecht", het Brussels woord voor gracht.
In het centrum van Brussel, niet ver van de Wolvengracht, deelden de Brusselse augustijnen in de 16e eeuw brood uit aan de armen. Dit brood werd door de bevolking Wolf-Grecht-brood genoemd.
Door de Franstalige invloed in Brussel werd de naam verbasterd tot pain à la grecque, en daarna zelfs terugvertaald naar het Nederlands als Grieks brood.